# Armenische Fußballnationalmannschaft (U-19-Junioren)
Die armenische Fußballnationalmannschaft der U-19-Junioren ist die Auswahl armenischer Fußballspieler der Altersklasse U-19. Sie repräsentiert den armenischen Fußballverband auf internationaler Ebene, beispielsweise in Freundschaftsspielen gegen die Auswahlmannschaften anderer nationaler Verbände, aber auch bei der seit 2002 in dieser Altersklasse ausgetragenen Europameisterschaft.

## Teilnahme an U-19-Europameisterschaften
- 2002: nicht qualifiziert
- 2003: nicht qualifiziert
- 2004: nicht qualifiziert
- 2005: Vorrunde
- 2006: nicht qualifiziert
- 2007: nicht qualifiziert
- 2008: nicht qualifiziert
- 2009: nicht qualifiziert
- 2010: nicht qualifiziert
- 2011: nicht qualifiziert
- 2012: nicht qualifiziert
- 2013: nicht qualifiziert
- 2014: nicht qualifiziert
- 2015: nicht qualifiziert
- 2016: nicht qualifiziert
- 2017: nicht qualifiziert
- 2018: nicht qualifiziert
- 2019: Vorrunde
- 2022: nicht qualifiziert

| Bilanz     | Bilanz | Bilanz | Bilanz | Bilanz      | Bilanz | Bilanz    | Bilanz       |
| Runde      | Spiele | Siege  | Remis  | Niederlagen | Tore   | Gegentore | Tordifferenz |
| ---------- | ------ | ------ | ------ | ----------- | ------ | --------- | ------------ |
| 1. Runde   | 58     | 12     | 09     | 37          | 46     | 135       | −89          |
| Eliterunde | 15     | 02     | 02     | 11          | 12     | 037       | −25          |
| Endrunde   | 06     | 0      | 01     | 05          | 02     | 016       | −14          |
| Gesamt     | 79     | 14     | 12     | 53          | 60     | 188       | −128         |